# Гел (футбольний клуб)
Футбольний клуб «Вербродерінг-Гел» (нід. Koninklijke Football Club Verbroedering Geel) — колишній бельгійський футбольний клуб з міста Гел у провінції Антверпен.

## Історія
Клуб був створений у 1921 році в результаті злиття клубів «Фландрія» і «Гел Спорт», та отримав назву «Фландрія Гел Спорт», і був зареєстрований у 1924 році в Бельгійській футбольній асоціації, отримавши номер 395 після зміни назви на «Вербродерінг-Гел». Елуб вперше грав у другому бельгійському дивізіоні в сезоні 1985—1986 років. У 1999—2000 роках клуб вийшов до найвищого дивізіону, вигравши фінальний раунд другого дивізіону. У цей час клуб об'єднався з сусіднім клубом «Геренталс», залишивши назву та емблему клубу.
30 листопада 2005 року контрольна комісія футбольної асоціації засудила «Вербродерінг-Гел» за фальсифікацію фінального раунду другого дивізіону 2004—2005 років, і згодом клуб перевели до третього дивізіону. Рішення було підтверджено 1 березня 2006 року, після чого президент клубу Віс Керсмекерс пішов у відставку. Зрештою 13 квітня 2006 року касаційна комісія скасувала рішення контрольної комісії, хоча 3 травня 2006 року апеляційна комісія футбольної асоціації підтвердила, що клуб буде понижений. Клуб знову звернувся до касаційної комісії, і виконавчий комітет футбольної асоціації 8 травня 2006 року вирішив дозволити клубу зіграти у фінальному раунді другого дивізіону сезону 2005—2006 років, хоча у правилах змагань було сказано, що клуб, який було понижено, не може брати участь у фінальному раунді. 15 червня 2006 року касаційна комісія відхилила скаргу «Гела», і тоді клуб був офіційно понижений до третього дивізіону, що дозволило клубу «Дейнзе» уникнути вильоту.
Клуб мав серйозні фінансові проблеми. Були розпочаті переговори з єгипетською групою «Wadi Degla Investment» щодо придбання клубу. Зрештою єгипетські інвестори вирішили взяти під контроль клуби «Льєрс» і «Тюрнгаут». 30 червня 2008 року клуб оголосив про банкрутство і остаточно припинив своє існування.
Інша місцева команда «Вербродерінг-Мергаут», яка грає в четвертому бельгійському дивізіоні, вирішила переїхати на стадіон клубу «Вербродерінг-Гел» через кращі умови. Цей клуб змінив свою назву на «Вербродерінг-Гел-Мергаут», зробивши символічне злиття клубів.